# Jerry Butler (attore pornografico)
Jerry Butler, all'anagrafe Paul David Siederman (New York, 13 maggio 1959 – New York, 27 gennaio 2018), è stato un attore pornografico statunitense, la cui carriera durò dal 1981 al 1993, con oltre 600 film all'attivo.

## Biografia
Paul David Siederman nacque a Brooklyn, New York. Il nonno paterno, Sam Siederman, era fratellastro del leader bolscevico Lev Trockij.
Inizialmente tentò la carriera di attore teatrale recitando in alcuni spettacoli Off-Broadway. Nel 1978 fece qualche apparizione nella soap opera Una vita da vivere ed ebbe una piccola parte non accreditata nel film horror Basket Case di Frank Henenlotter nel 1982. Era generalmente scontento del dover andare sempre a letto con produttori in cambio di parti, e decise di intraprendere la carriera di attore porno.
Esordì nel 1981 nel film Young, Wild and Wonderful dopo aver risposto a un annuncio su Backstage Magazine dove si cercavano attori per film hard.
Il suo nome d'arte fu ispirato dall'ascolto alla radio della canzone Only the Strong Survive di Jerry Butler. Butler fu pubblicizzato come l'attore maschio più talentuoso dei suoi tempi e recitò in numerose produzioni porno ad alto budget dell'epoca.
Durante la sua carriera porno Butler recitò in tre film mainstream, Preppies (1984), Deranged (1987), entrambi diretti da Chuck Vincent, ed Evils of the Night (1985).
Dopo essersi ritirato nel 1993, Butler riapparve nel 2003 in un ruolo non sessuale nel film porno Sexy Sluts: Been There, Done That, diretto dal rapper underground Necro. Nel 2005 Butler fu anche tra gli ospiti dell'album The Sexorcist di Necro.

## Vita privata
Nel 1987 Butler si sposò con l'ex attrice bambina Lisa Loring, nota per il ruolo di Mercoledì Addams nella serie televisiva La famiglia Addams degli anni sessanta. I due si erano incontrati sul set del film pornografico Traci's Big Trick (1987), nel quale Lisa lavorava come truccatrice. La coppia divorziò nel 1992.
Nel 1989 venne pubblicata la sua autobiografia intitolata Raw Talent.

## Morte
A Butler fu diagnosticato un tumore, poi rimosso, ma esami successivi rivelarono che il cancro era tornato e si era diffuso, rendendo inutili ulteriori interventi. Morì il 27 gennaio 2018 a Brooklyn, New York, a 58 anni.

## Riconoscimenti
- 1985 AFAA Best Actor per Snake Eyes[6]
- 1985 X-Rated Critics Organization (XRCO) Best Actor per Snake Eyes[6][7]
- 1998 AVN Hall of Fame[8]